# Ute Thimm
Ute Thimm (Bochum, 10 juli 1958) is een atleet uit Duitsland.
Op de Olympische Zomerspelen van Los Angeles in 1984 liep Thimm op de 400 meter, en op de 4x100 en 4x400 meter estafette. Bij dat laatste onderdeel behaalde het West-Duitse estafette-team de bronzen medaille.
Vier jaar later, op de Olympische Zomerspelen van Seoul in 1988 liep ze dezelfde onderdelen, maar behaalde ze geen medailles meer.

## Privé
Thimm was gehuwd met haar trainer Ulrich Thimm.
- World Athletics: 14355436